# يوهان فون فرايز
يوهان فون فرايز (بالألمانية: Johann von Fries)‏ هو مصرفي نمساوي، ولد في 19 مايو 1719 في ميلوز في فرنسا، وتوفي في 19 يونيو 1785 في Bad Vöslau ‏ في النمسا.